# Фрит, Крис
Крис Фрит  (англ. Chris Frith, полное имя — Кристофер Дональд Фрит [англ. Christopher Donald Frith]; род. 16 марта 1942, Cross In Hand, Англия) — английский нейробиолог и нейропсихолог.
PhD, заслуженный профессор Центра нейродиагностики при Лондонском университетском колледже (Wellcome Trust Centre for Neuroimaging) и приглашенный профессор Орхусского университета, Дания (University of Aarhus).
Член Лондонского королевского общества (2000), Британской академии (2008), Американской ассоциации содействия развитию науки.
Обучался естественным наукам в Кембриджском университете, в 1969 году защитил докторскую диссертацию по экспериментальной психологии. Один из авторов статьи, за которую была дана Шнобелевская премия по медицине в 2003 году — за исследование гиппокампа лондонских таксистов.
Главный научный интерес — использование функциональной нейровизуализации в изучении высших когнитивных функций человека. Один из пионеров по применению сканирования мозга для исследования психических процессов. Особую известность ему принесли работы по изучению мышления людей страдающих аутизмом и шизофренией.
Автор более 400 публикаций, в том числе основополагающих книг по нейробиологии, таких как классическая «Когнитивная нейропсихология шизофрении» (The Cognitive Neuropsychology of Schizophrenia, 1992). Автор научно-популярной книги «Мозг и душа» (Making up the mind, 2007), которая вошла в лонг-лист премии Лондонского королевского общества.
Научный консультантом книги Риты Картер «Как работает мозг».

## Основные труды
Журнальные статьи:
| 1991 | Frith C. D. et al. A PET study of word finding // Neuropsychologia. — Т. 29, вып. 12. — С. 1137—1148.                                                                                        |
| 1991 | Frith C. D. et al. Willed action and the prefrontal cortex in man: a study with PET // Proceedings of the Royal Society of London B: Biological Sciences. — Т. 244, вып. 1311. — С. 241—246. |
| 1995 | Friston K. J., Frith C. D. Schizophrenia: a disconnection syndrome // Clin Neurosci. — Т. 3, вып. 2. — С. 89—97.                                                                             |
| 1999 | Frith C. D., Frith U. Interacting minds--a biological basis // Science. — Т. 286, вып. 5445. — С. 1692—1695.                                                                                 |
| 2003 | Frith U., Frith C. D. Development and neurophysiology of mentalizing // Philosophical Transactions of the Royal Society of London B: Biological Sciences. — Т. 358, вып. 1431. — С. 459—473. |
| 2003 | Gallagher H. L., Frith C. D. Functional imaging of «theory of mind» // Trends in cognitive sciences. — Т. 7, вып. 2. — С. 77—83.                                                             |
| 2006 | Amodio D. M., Frith C. D. Meeting of minds: the medial frontal cortex and social cognition // Nature Reviews Neuroscience. — Т. 7, вып. 4. — С. 268—277.                                     |

Книги:
| 1998 | Carter R., Frith C. D. Mapping the mind. — Univ of California Press.                  |
| 2015 | The Cognitive Neuropsychology of Schizophrenia (Classic Edition). — Psychology Press. |

### Издания на русском языке
- Крис Фрит. Мозг и душа. Как нервная деятельность формирует наш внутренний мир = Making up the Mind: How the Brain Creates our Mental World / Переводчик: П. Петров. — Corpus, 2012. — 336 с. — 4000 экз. — ISBN 978-5-271-28988-0.
- Фрит К., Джонстон Э. Шизофрения. Краткое введение = Schizophrenia: A Very Short Introduction / Перев. с англ. Ю. В. Крижевской. — М.: АСТ, Астрель, 2005. — 204 с. — 4000 экз. — ISBN 5-17-032718-8, 5-271-12393-6, 0-19-280221-6.